# Bódvalenke

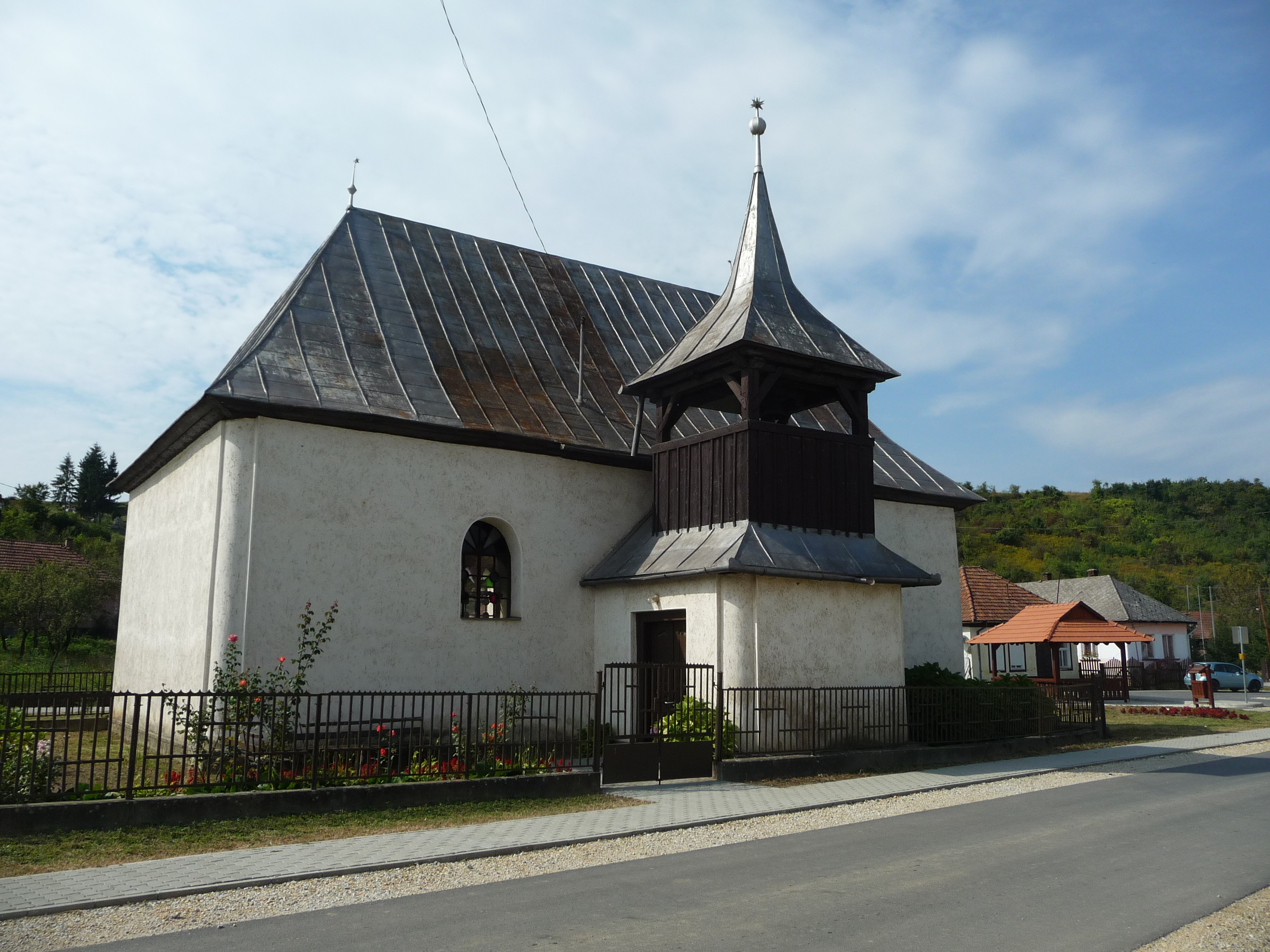
A református templom

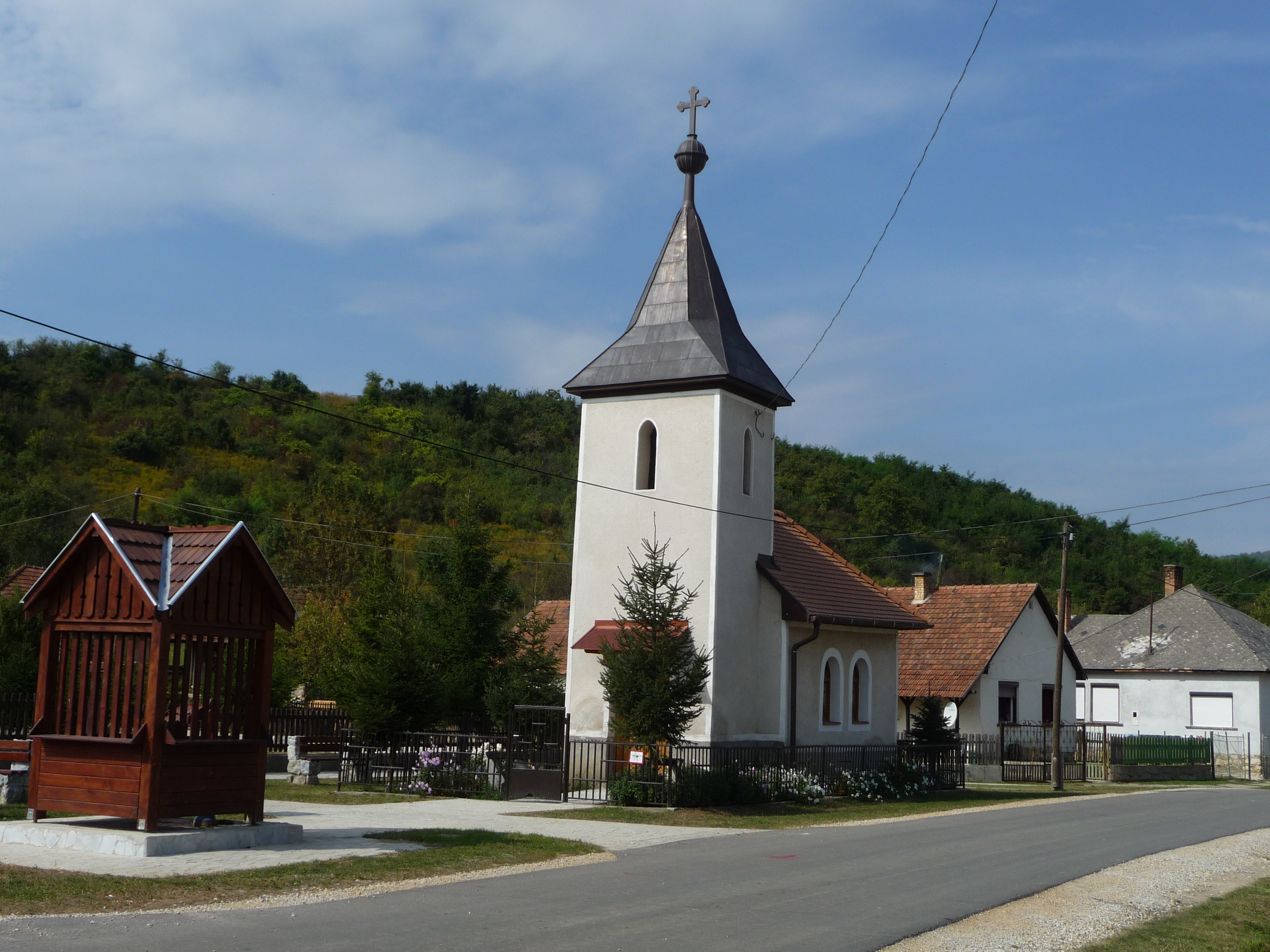
A katolikus templom

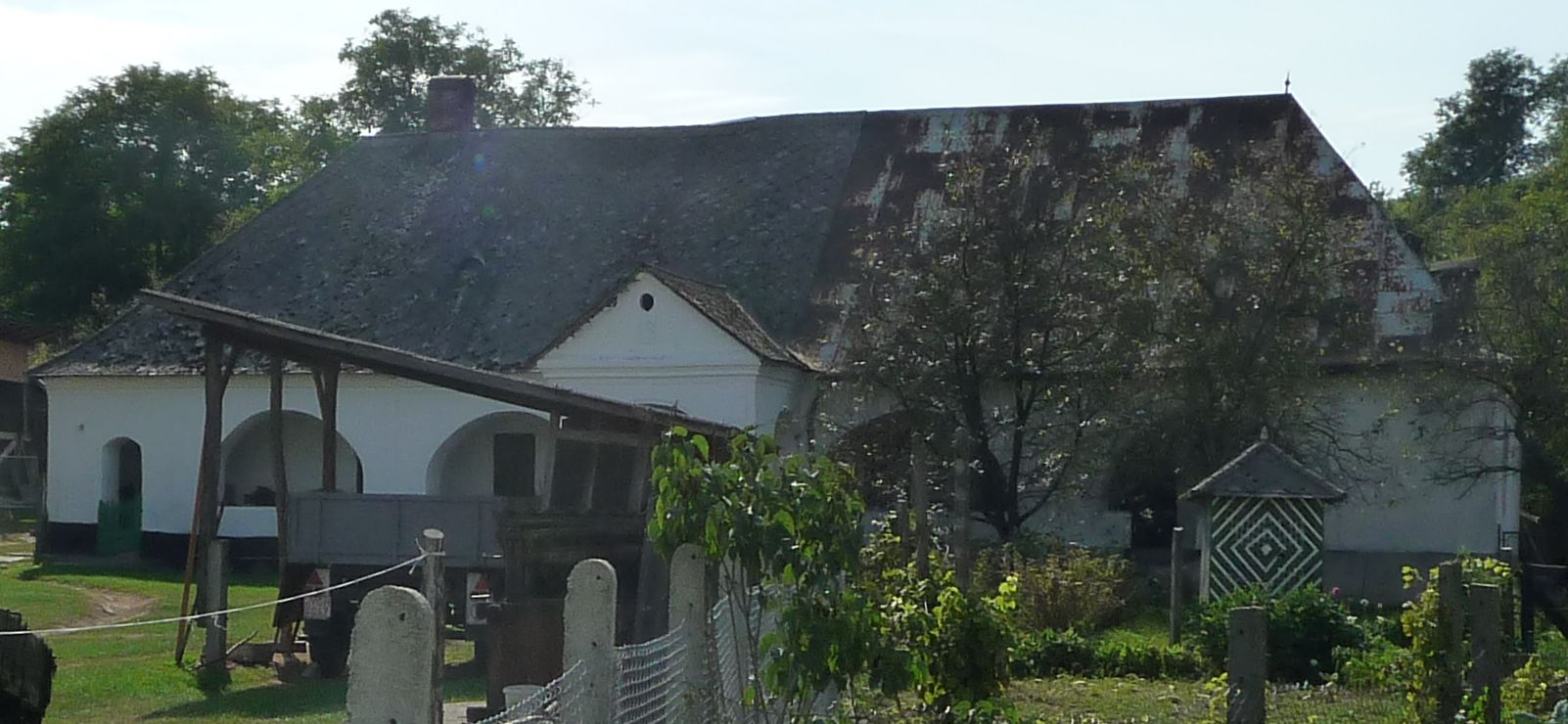
Az egykori Lenkey-kúria

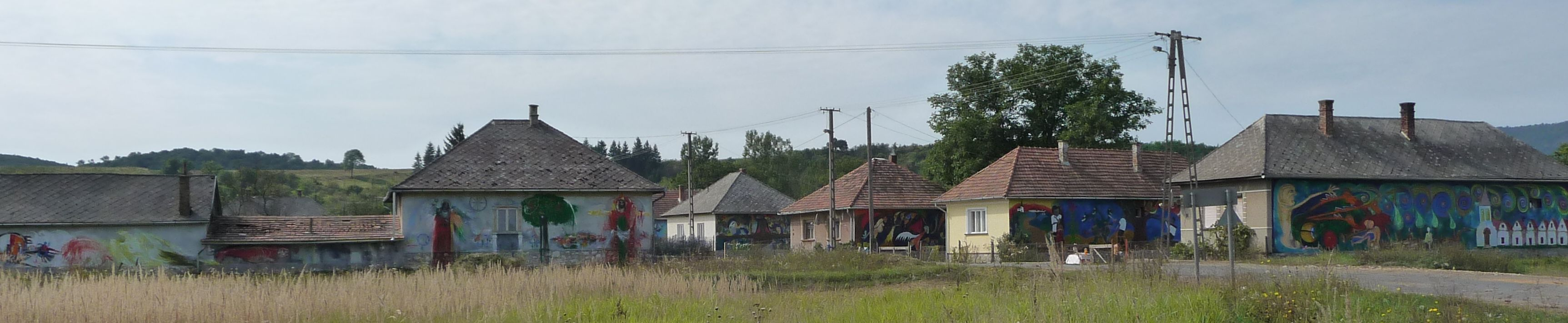
A falu Hídvégardó felől

Bódvalenke törpefalu Borsod-Abaúj-Zemplén vármegyében, az Edelényi járásban, Miskolctól 57 kilométerre északra.

## Környező települések
A Bódva völgyében fekszik, legközelebbi szomszédai Komjáti 3 kilométerre, Hidvégardó 5, Tornaszentandrás pedig 7 kilométerre; a legközelebbi város az országhatár magyar oldalán Szendrő 24 kilométerre (a határ szlovákiai oldalán Torna alig feleekkora távolságra található).
A község főutcája a 2629-es út, amely Komjátinál ágazik ki a 27-es főútból, és miután végigkanyargott mindkét településen, tovább húzódik kelet felé, Hidvégardóig, illetve a 2614-es közútig. Komjáti és Bódvalenke közigazgatási határán ágazik ki még dél felé egy öt számjegyű út is, a 26 118-as számú mellékút, ez Tornaszentandrás és Tornabarakony közúti elérését biztosítja.
Autóbusszal a Volánbusz 4124-es és 4136-os járatával közelíthető meg.

## Története
A települést 1283-ban említik először, Nenkefolua néven – ez a név birtokosára, egy Nenke nevű személyre utal. Később Nenke néven is szerepel, majd ez Lenkévé alakult – Bodva-Lenke néven először 1863-ban a helynévtár említi. A Bódva előtag a közeli Bódva folyóra utal. A falu a XX. század elején Abaúj-Torna vármegye Tornai járásához tartozott.

## Közélete

### Polgármesterei
- 1990–1994: Id. Páll Béla (független)[4]
- 1994–1998: Tóth László (független)[5]
- 1999–2002: Tóth László (független)[6]
- 2002–2006: Toboz Gyula (független)[7]
- 2006–2010: Toboz Gyula (független)[8]
- 2010–2014: Tóth János (független)[9]
- 2014–2019: Tóth János (független)[10]
- 2019–2022: Rusznyák Zsolt (független)[11]
- 2022–2024: Rusznyák Elemér (független)[12]
- 2024– : Rusznyák Elemér (független)[1]

A településen az 1998. október 18-án megtartott önkormányzati választás után, a polgármester-választás tekintetében nem lehetett eredményt hirdetni, mert szavazategyenlőség alakult ki az első helyen. Aznap a szavazásra jogosult 118 lakos közül 103-an járultak az urnákhoz, ketten érvénytelen szavazatot adtak le, az érvényes szavazatok közül pedig épp 50–50 érkezett Bak István és Tóth László független jelöltekre. (A harmadik induló, Tóth István eszerint egyetlen érvényes szavazatot szerzett.) Az emiatt szükségessé vált időközi választást 1999. április 25-én tartották meg, azon már csak a korábbi holtversenyben részes két jelölt indult, és Tóth László az egyetlen ellenfeléhez képest több mint kétszeres mennyiségű szavazatot tudott megszerezni.
2022. július 3-án ugyancsak időközi polgármester-választást kellett tartani Bódvalenkén, mert a korábbi polgármester 2020. november 18-án lemondott tisztségéről. A két dátum közt eltelt, szokatlanul hosszú időtartamot a koronavírus-járvány miatt elrendelt korlátozások indokolták, mivel a járványhelyzet  fennállása alatt Magyarországon nem lehetett választást kitűzni. A választáson két jelölt indult, akik közül a vesztes mindössze egyetlen szavazatot kapott.

## Népesség
A település népességének változása:
| Lakosok száma | 197  | 204  | 211  | 265  | 273  | 296  | 290  |
|               | 2013 | 2014 | 2015 | 2021 | 2022 | 2023 | 2024 |

2001-ben a településen a lakosságnak 65%-át magyar, a 35%-át cigány nemzetiségű emberek alkották.
A 2011-es népszámlálás során a lakosok 90,3%-a magyarnak, 55,4% cigánynak mondta magát (9,7% nem nyilatkozott; a kettős identitások miatt a végösszeg nagyobb lehet 100%-nál). A vallási megoszlás a következő volt: római katolikus 59,1%, református 16,1%, görögkatolikus 0,5%, felekezeten kívüli 1,1% (23,1% nem válaszolt).
2022-ben a lakosság 87,9%-a vallotta magát magyarnak, 51,6% cigánynak, 0,4% szlováknak, 0,4% bolgárnak (12,1% nem nyilatkozott; a kettős identitások miatt a végösszeg nagyobb lehet 100%-nál). Vallásuk szerint 30,4% volt római katolikus, 13,2% református, 1,1% görög katolikus, 2,2% felekezeten kívüli (53,1% nem válaszolt).
A református templom befogadóképessége mintegy 120 fő; a katolikusé körülbelül egy tucat. A református lelkész hetente keresi fel a falut, hogy istentiszteletet tartson, a katolikus pap havonta egyszer misézik.

## Látnivalók
A falu két hagyományos nevezetessége a református templom és az egykori Lenkey-kúria.
- A templomot Máriássy István, a falu földesura építtette 1786-ban, Jankai György lelkész tervei alapján. A téglalap alapú, egyenesen záródó épület 18 m hosszú és 8 m széles. A keleti homlokzat előtt szélesebb, csúcsos süvegű torony áll. Alsó része, ami egyben templom bejárati előcsarnoka is, kőből, a felső rész fából épült. A karzat, a koronás szószék és a 40, azonos elemekkel díszített táblából álló, festett famennyezet egyaránt eredeti (1786-os). Az úrasztali edények korábbiak: a 17. században készültek.
- A falu hajdani birtokosainak otthona, a Lenkey-kúria a Petőfi u. 1-ben áll. A jó arányú, klasszicista épületet a 19. század elején emelték, valószínűleg egy korábbi udvarház elemeinek felhasználásával vagy a ház átalakításával. Homlokzatán és a két rövidebb oldalon csehsüvegboltozatos tornác fut körbe falazott, félköríves árkádokkal. A belső helyiségek közül egyesek fafödémesek, a többi teknő-, illetve dongaboltozatos. Az eredeti berendezésből csak a konyha hasáb alakú, rakott, egykor szabad kéményes kemencéje maradt meg. Az elhanyagolt épület lassan lepusztul.

### A „freskófalu”
2009-től kezdve Pásztor Eszter kezdeményezésére az Európa Műhely Kulturális és Közművelődési Társaság roma művészeket kért fel a tűzfalak kifestésére (ehhez a kiválasztott falat újravakolják). 2010 szeptemberétől a program fő támogatója a Magyar Református Szeretetszolgálat Közhasznú Alapítvány volt. Bár a képekről Bódvalenkét mind gyakrabban „freskófalunak” hívják, ezek a képek valójában nem freskók, hanem szekkók, mivel a festéket a megszáradt vakolatra vitték fel. Ezzel az egész világon egyedülálló látványossággal szándékoznak turistákat csábítani a helyszínre; egyúttal az infrastruktúrát is igyekeznek fejleszteni.
2011 őszére tíz festő 21 műve készült el (az alábbi lista hiányos):
- Horváth János: A Nap és a Hold
- Zoran Tairović: Egó, id, szuperegó
- Horváth János: Menekülő angyalok
- Kunhegyesi Ferenc: Bódvalenke balladája
- Ferkovics József: Madarak
- Ferkovics József: Déva vára
- Bogusha Delimata: Asszonyok
- Kökény Róbert: Cigány életképek
- Csámpai Rozi: Bódvalenkei mindennapok
- Kunhegyesi Ferenc: A tanító
- Zoran Tairović: A lóerő metamorfózisai
- Zoran Tairović: Angyali üdvözlet
- Váradi Gábor: A kislétai áldozatok emlékére
- Horváth János: Bohóc
- Ferkovics József: Sárkányünnep
- B. Balázs András: Cigányélet
- Illés Barbara: India, a szantálfa illata
- Horváth János: Tűzfejek
- Horváth János: Büdibanya, a gyerekek és a haragvó angyal

egy képet (Cigány népmesék) pedig a miskolci Herman Ottó iskola diákjai festettek.

### Képek

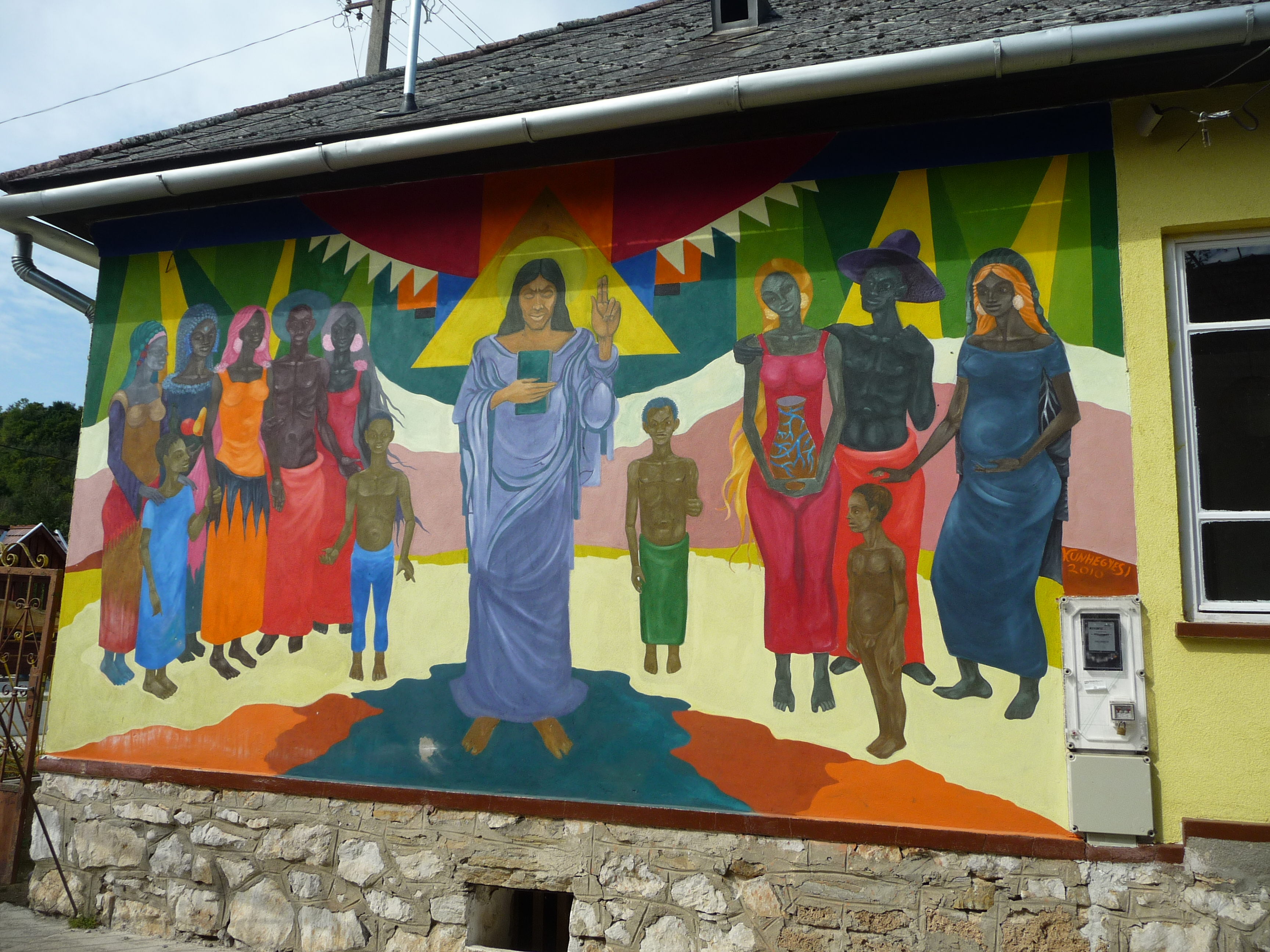
Kunhegyesi Ferenc: A tanító – szekkó az Európa Műhely Kulturális és Közművelődési Társaság projektirodájának falán
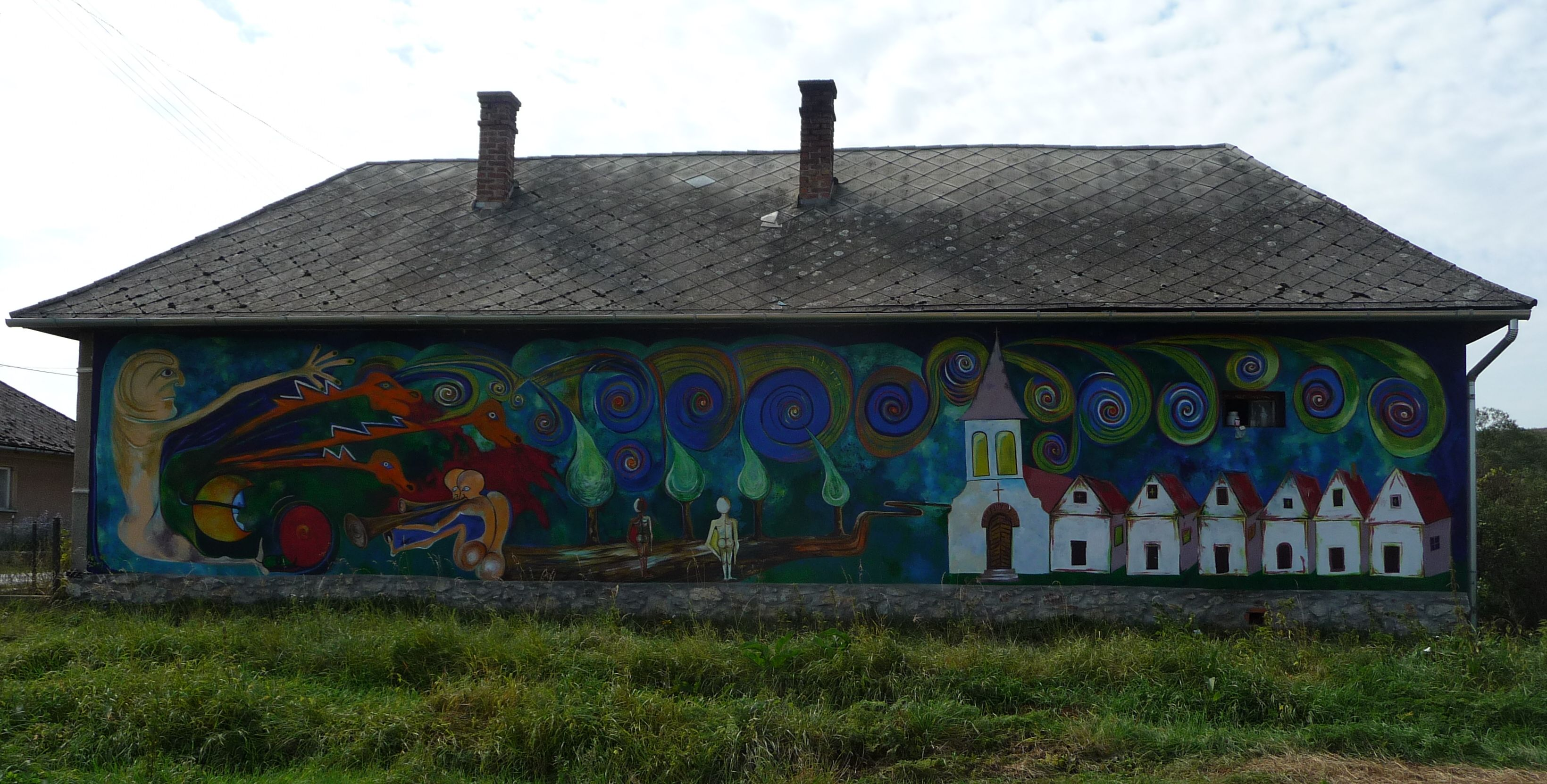
Horváth János: A Nap és a Hold
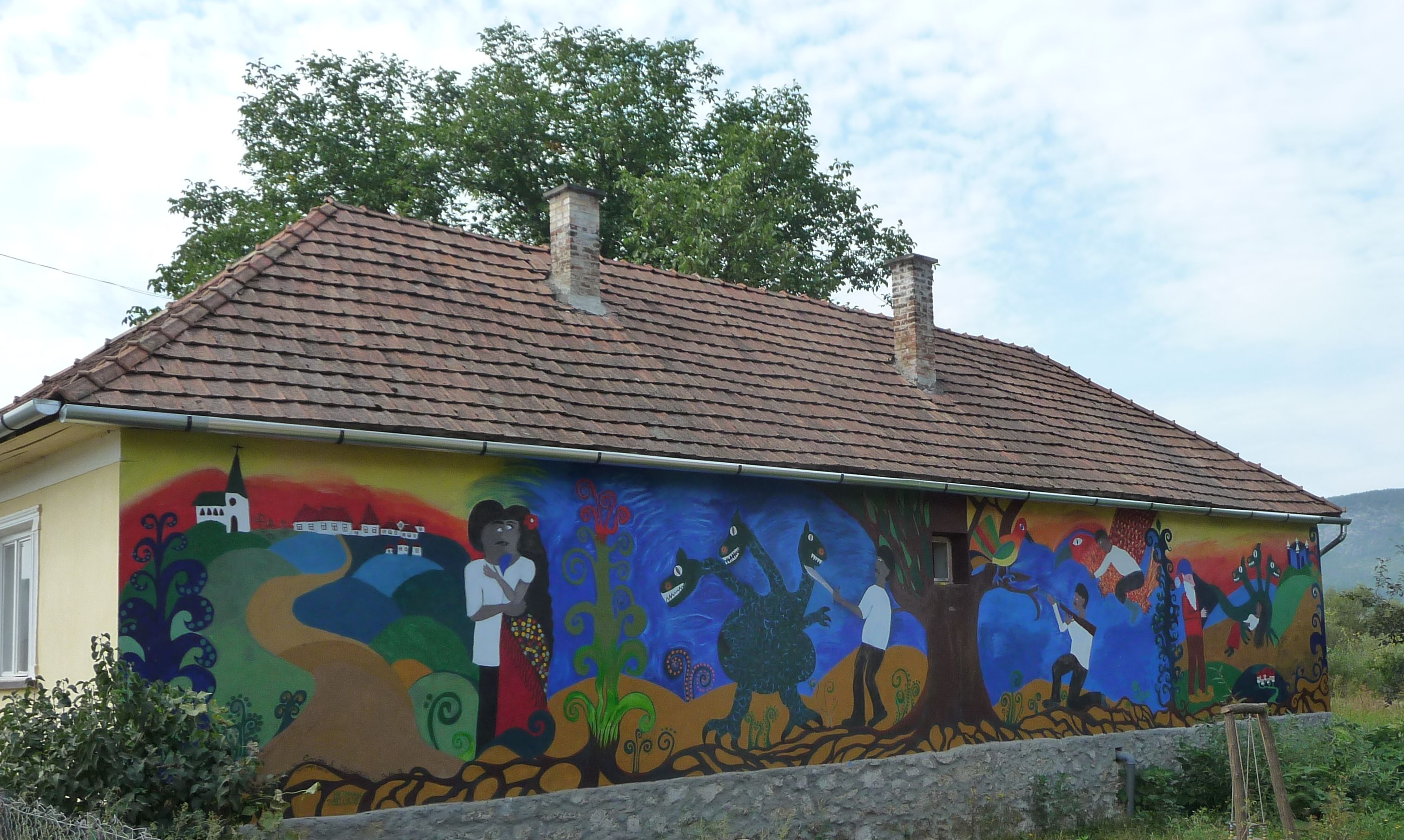
A Herman Ottó iskola diákjai: Cigány népmesék
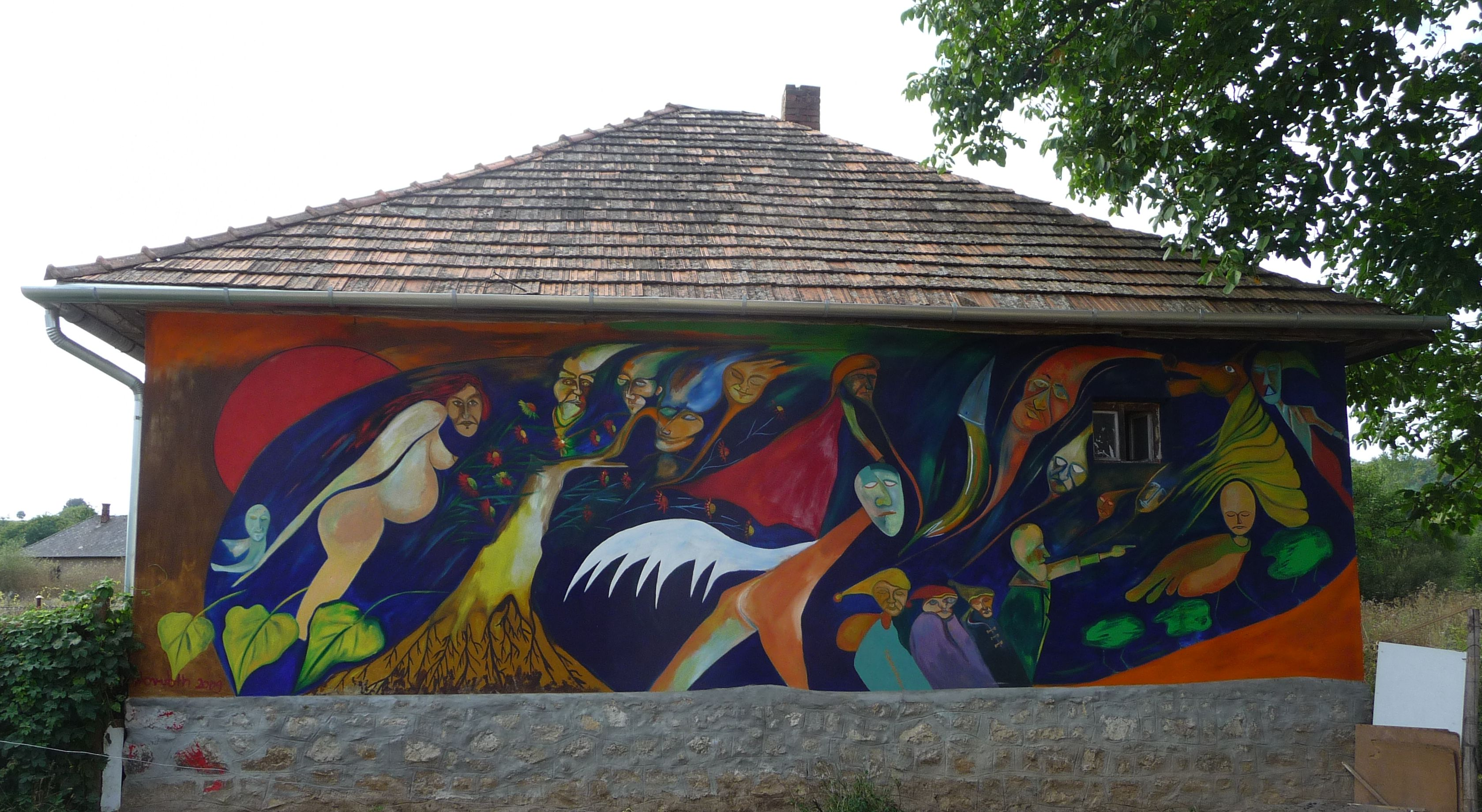
Horváth János: Az angyalok menekülése
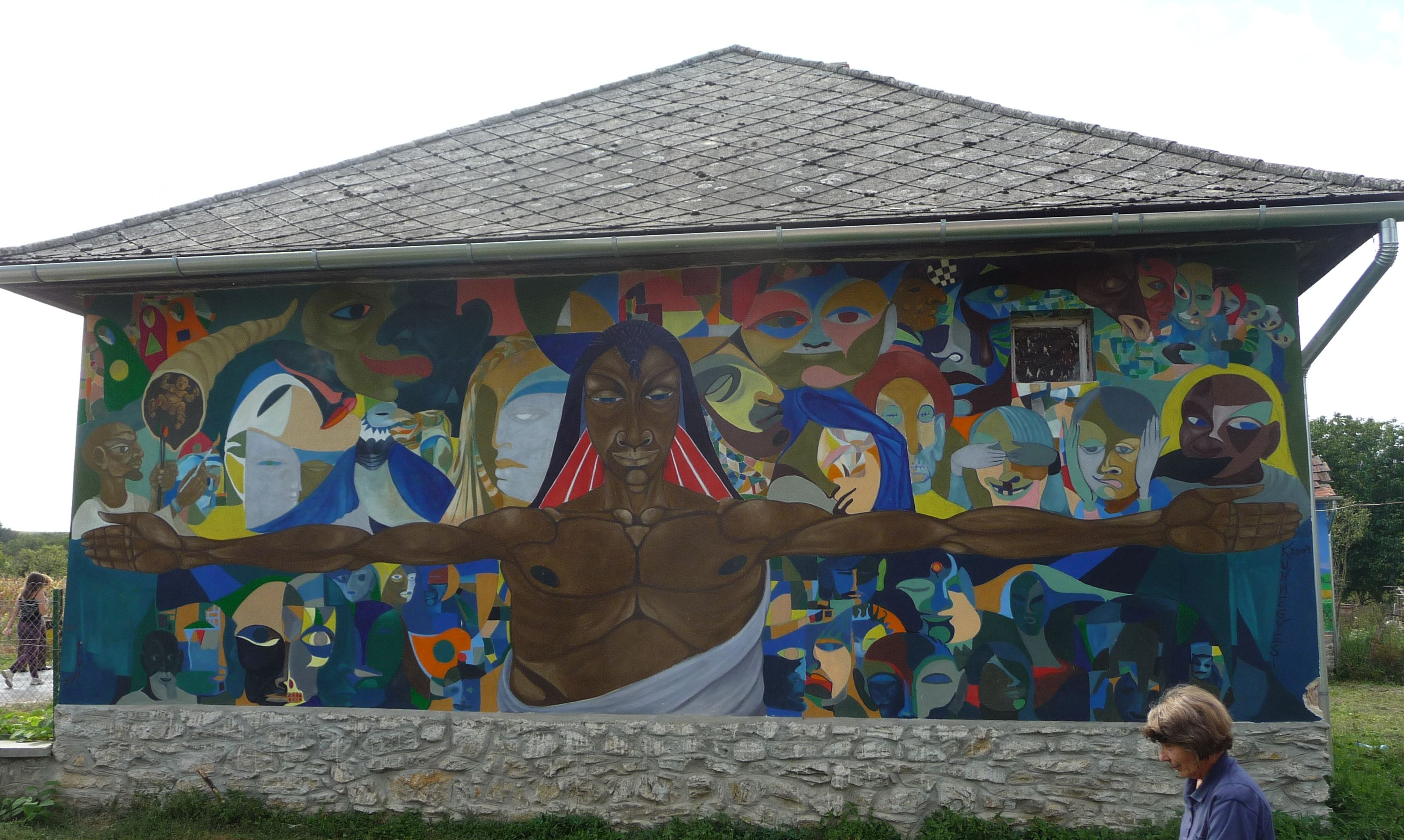
Kunhegyesi Ferenc: Bódvalenke balladája
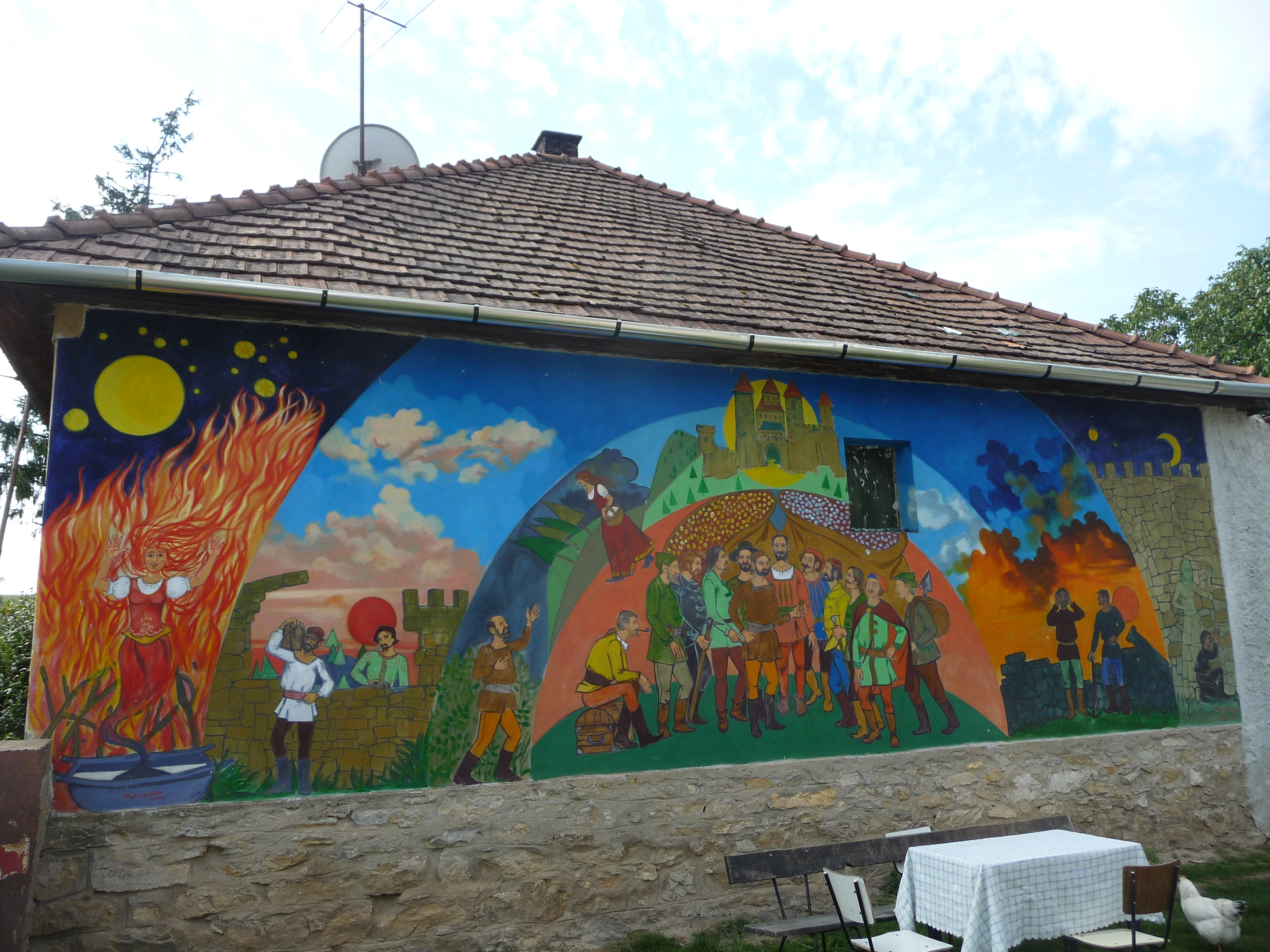
Ferkovics József: Déva vára
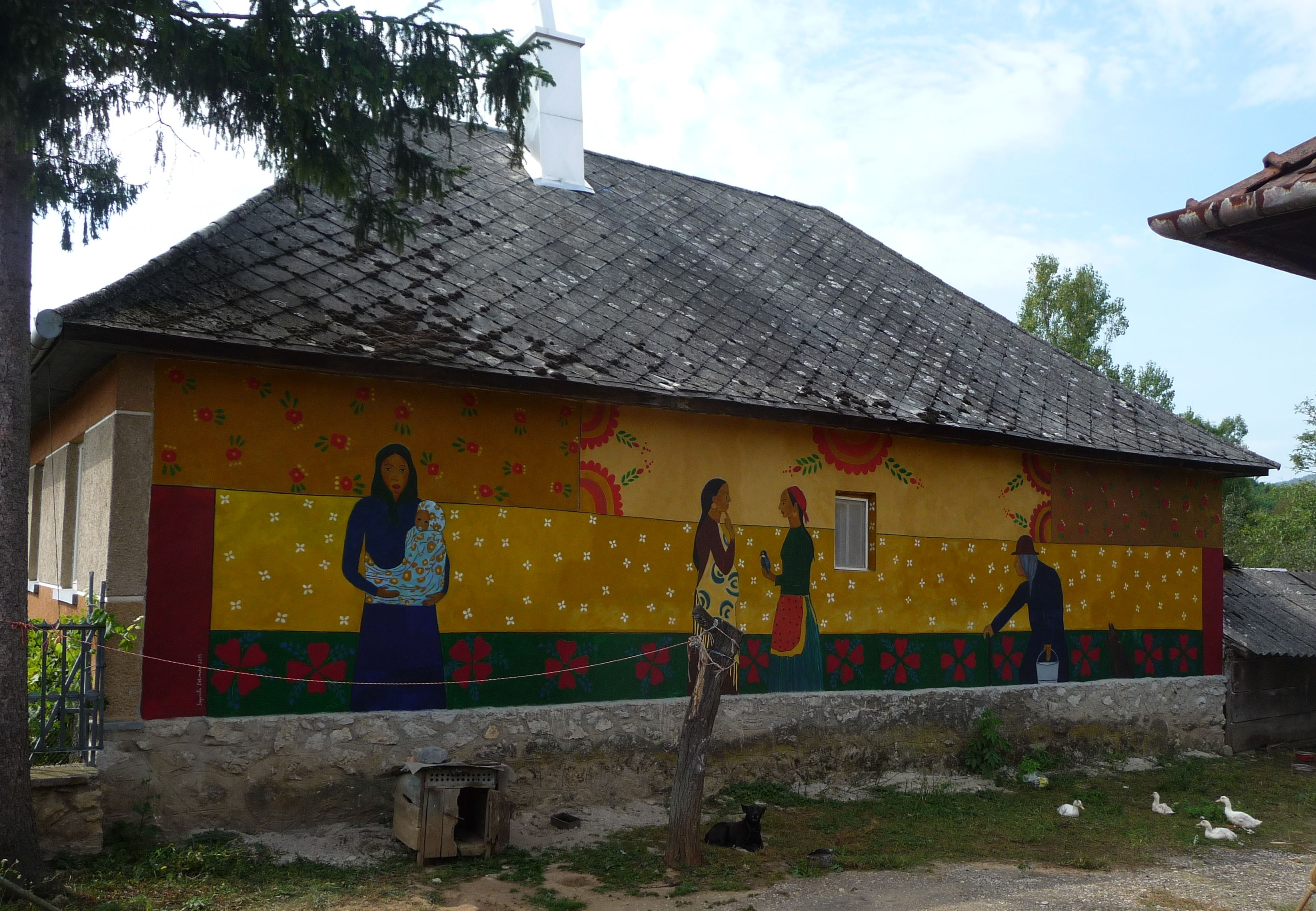
Bogusha Delimata: Asszonyok
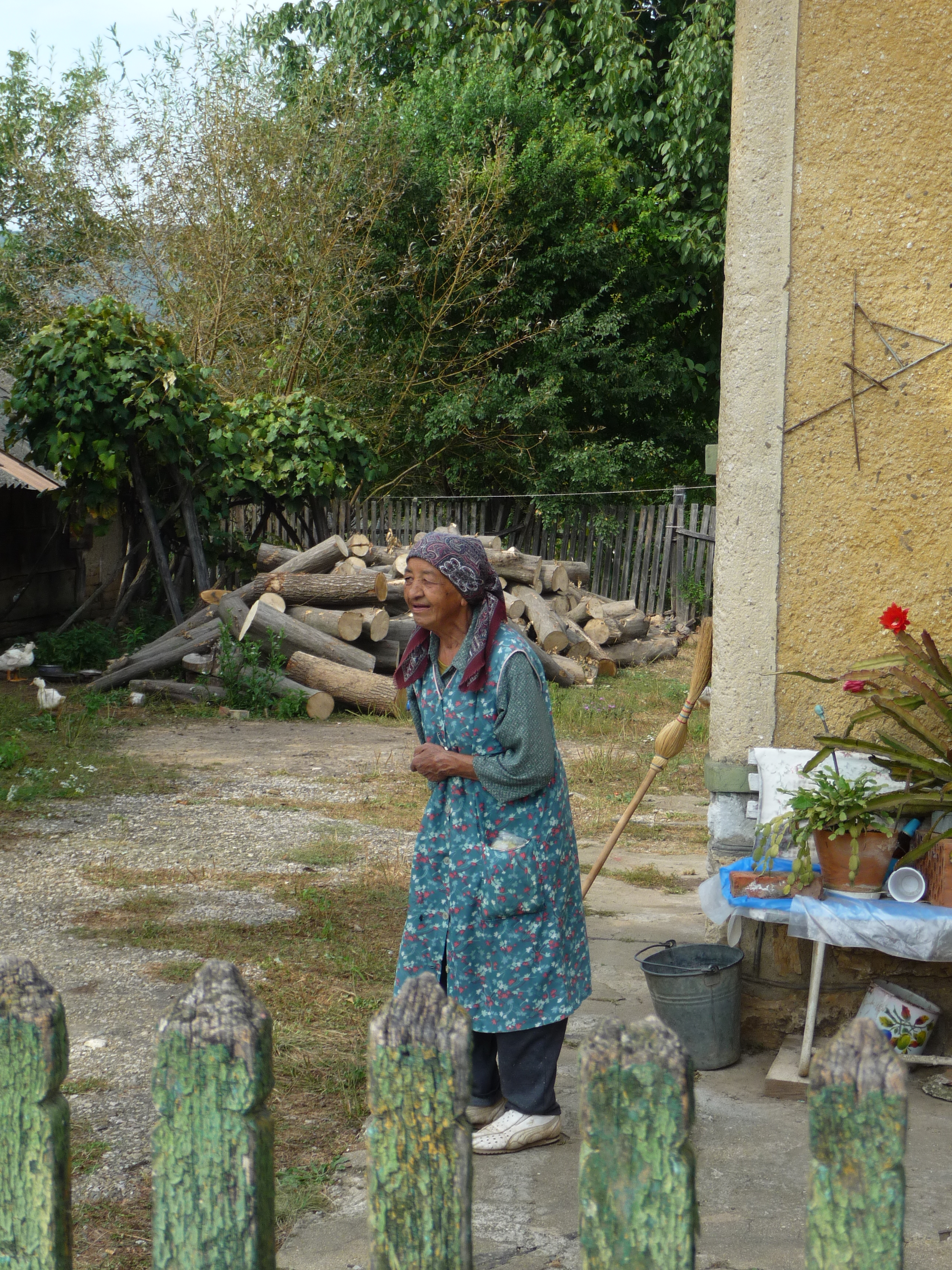
Bogusha Delimata Asszonyok című szekkójának jobb oldalán megfestett öregasszony modellje
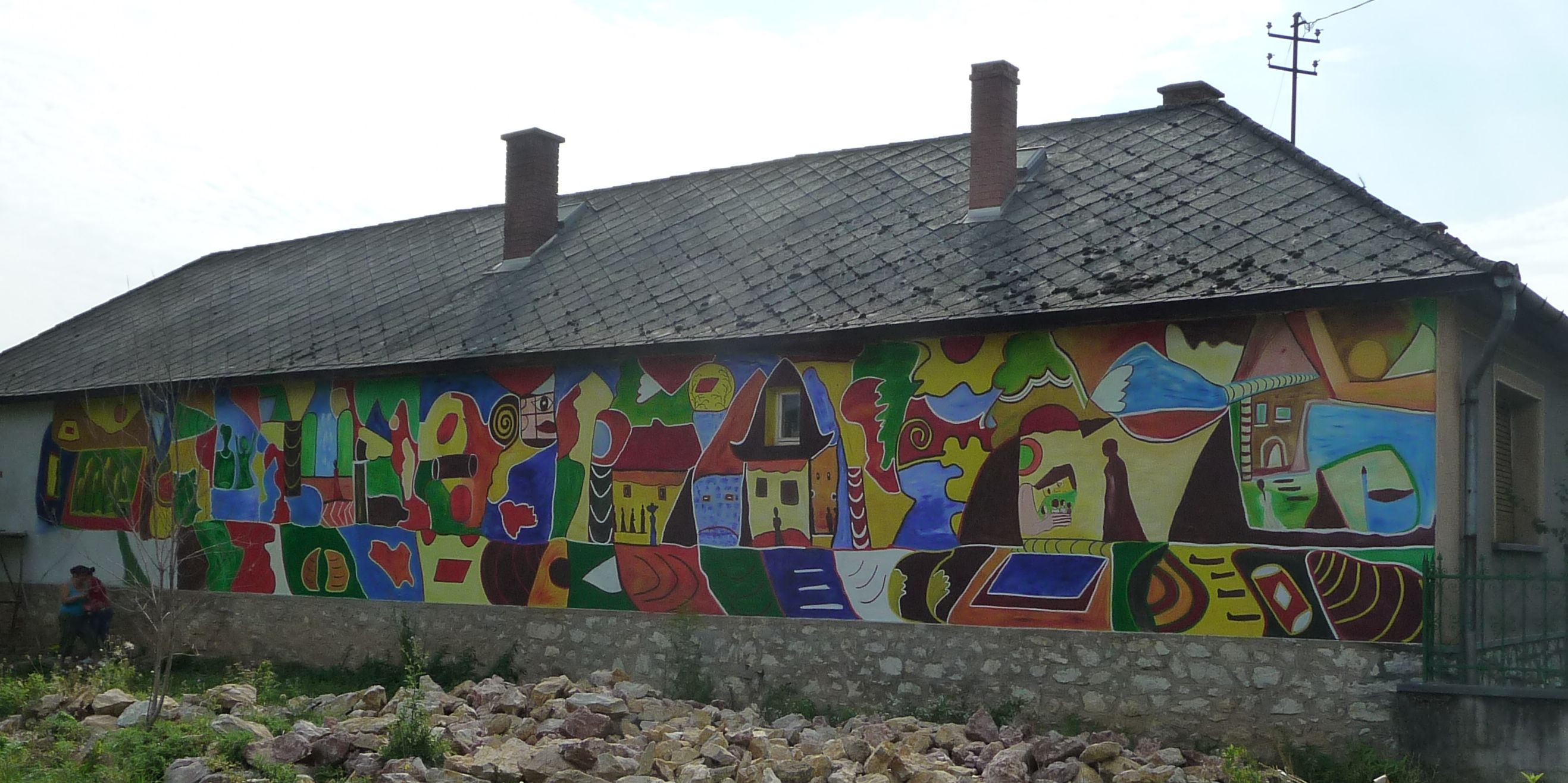
Csámpai Rozi: Bódvalenkei mindennapok
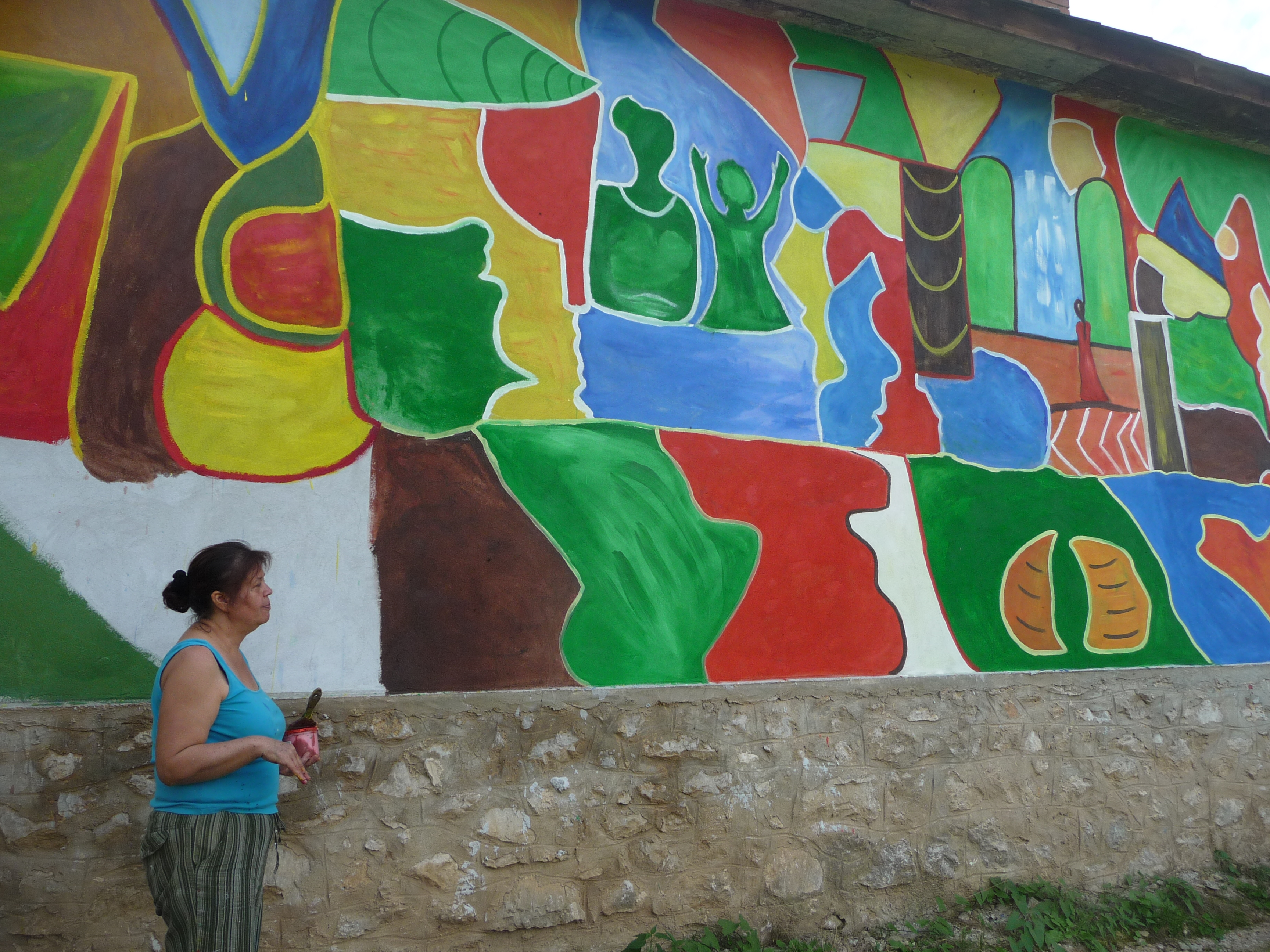
Csámpai Rozi munka közben
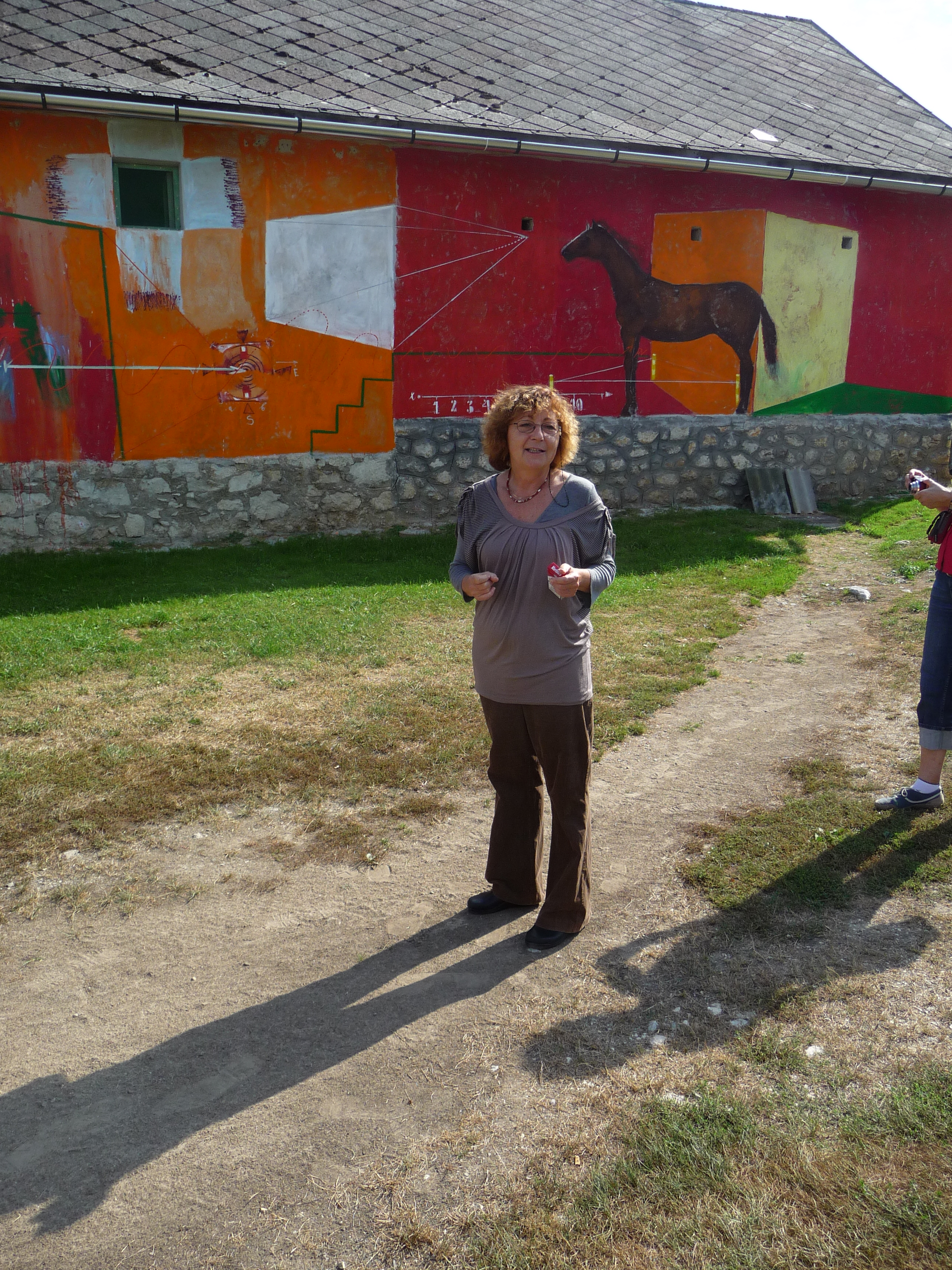
Pásztor Eszter Zoran Tairović A lóerő metamorfózisai című képének részlete előtt
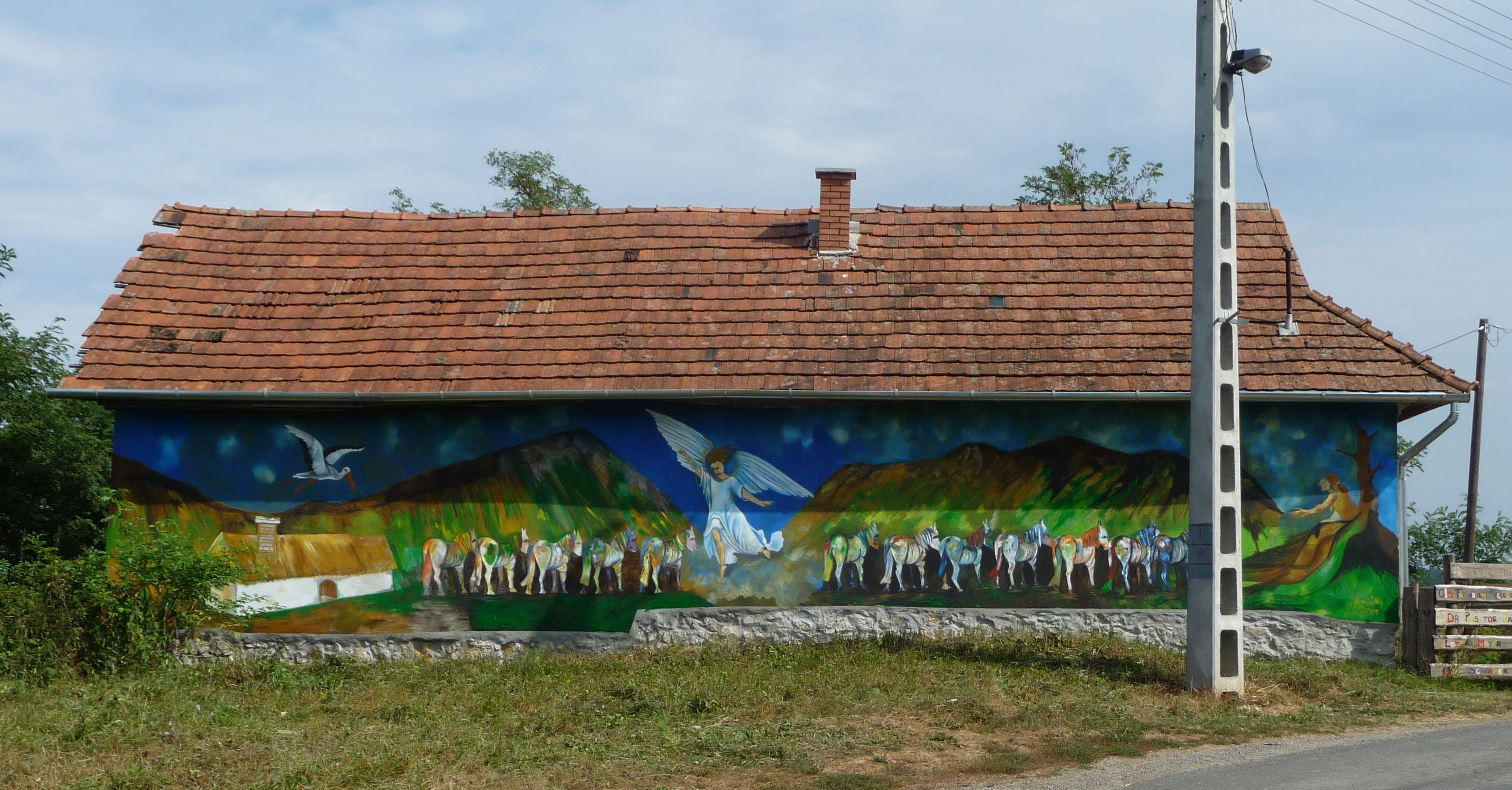
Horváth János: Büdibanya, a gyerekek és a haragvó angyal